# Kohoutek věncový

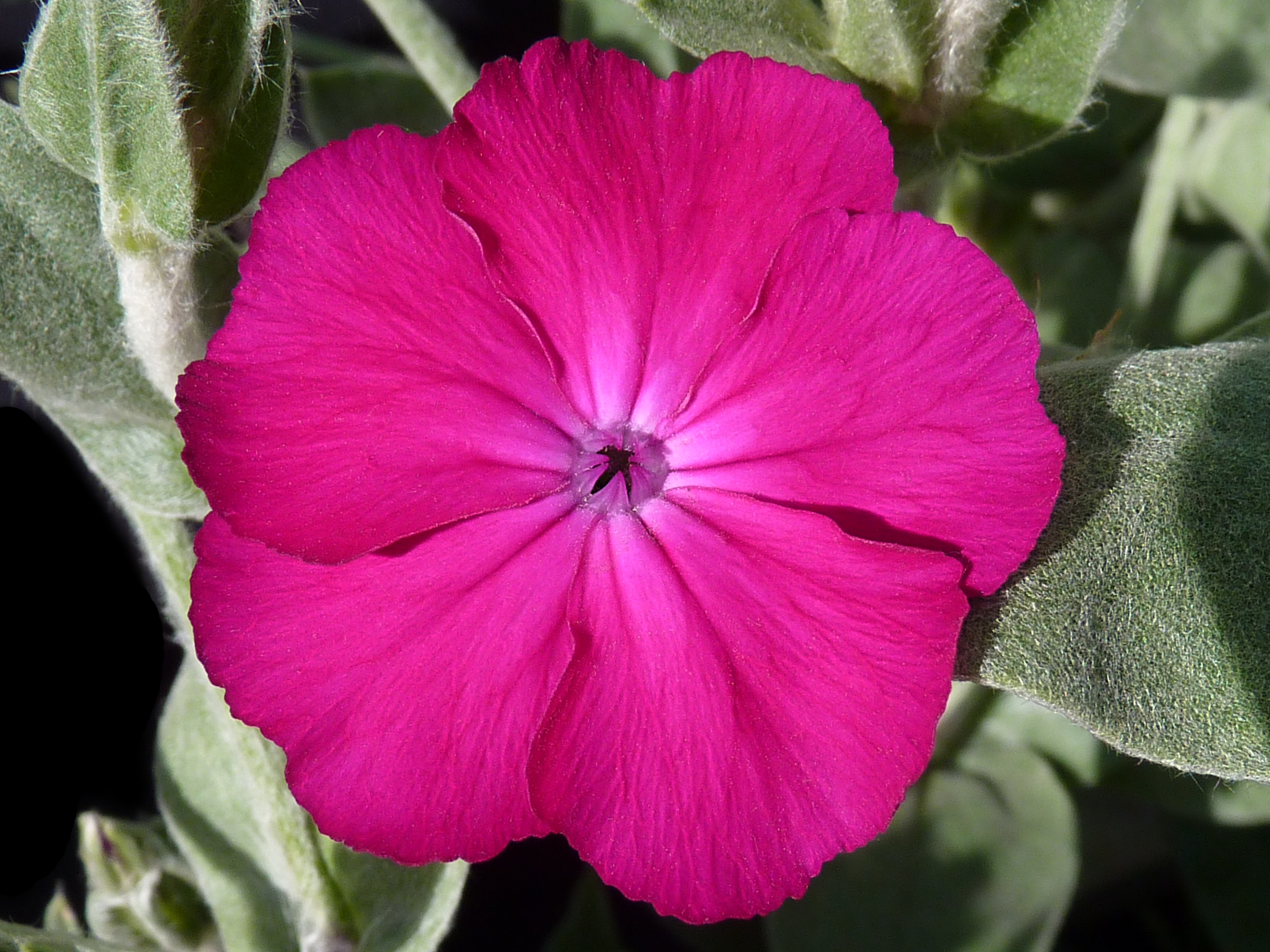
Koruna s pakorunkou

Kohoutek věncový (Lychnis coronaria) je vytrvalá bylina, okrasná svým květem i listem. Bývá pěstována v okrasných zahradách a parcích, kde po několik let vyrůstá bez nutností náročné péče.

## Výskyt
Původně jihoevropský druh, který je rozšířen od Španělska přes Apeninský a Balkánský poloostrov, přes Malou Asií a oblast okolo Kavkazu až do Íránu a Pákistánu. Severní hranice původního středoevropského rozšíření sahala po jih Slovenska. Druhotně se dostal do Západní Evropy a Severní i Jižní Ameriky. Zplaněl také v teplejších oblastech České republiky, kde je považován za naturalizovaný neofyt. Je v české přírodě hojně rozšířen, často bývá pěstován na zahradách a jeho semena se tak snadno dostávají do volné přírody.

## Ekologie
Roste v pásmu nížin až pahorkatin na lesních světlinách, podél lesních cest i na stráních s řídkými křovinami. Objevuje se také v okolí lidských sídel, na smetištích i polních úhorech. Nejlépe mu vyhovují slunná, sušší stanoviště s výživnou, propustnou a neutrální zeminou která může být i kamenitá. V těžších a zamokřených půdách vyhnívá.

## Popis
Kohoutek věncový je krátkověká trvalka s vystoupavou nebo přímou, jednoduchou neb v horní části vidličnatě rozvětvenou lodyhou, vysokou 30 až 70 cm. Listová růžice, ve které rostlina přezimuje, roste z chomáče světlých, tenkých kořenů. Růžice, z níž vyrůstají lodyhy, má listy elipsovité až podlouhlé kopinaté a u báze zúžené do křídlatého řapíku. Lodyžní listy jsou přisedlé, vstřícné a mají čepele elipsovité až obkopinaté, 8 až 11 cm dlouhé a 2 cm široké. Lodyha i všechny listy jsou oboustranně plstnaté.
Květenství má tvar laty nebo se skládá z několika malokvětých vidlanů. Je tvořeno pětičetnými, oboupohlavnými květy na nestejně dlouhých stopkách s úzkými listeny. Plstnatý, zubatý kalich je trubkovitý a bývá dlouhý 1,5 až 2,5 cm. Plochá koruna má celokrajné, nebo na vrcholu plytce vykrojené, obvejčité lístky. Korunní lístky bývají dlouhé 1,5 až 2 cm a 1 cm široké a každý má vespod dva šídlovité výrůstky (pakorunku); mohou být zbarvené purpurově nebo tmavě červenofialově, méně často jsou růžové nebo bílé. Semeník má pět čnělek.
Rostlina kvete obvykle v červenci a srpnu. Po opylení vyrůstají elipsoidní až vejčité, plstnaté tobolky, asi 15 mm dlouhé a 8 mm široké, které se ve zralosti otvírají pěti zuby. Obsahují šedá, 1 mm velká semena, výrazně hrbolatá. Semena jsou hlavním způsobem rozmnožování, šlechtěné kultivary se pro zachování získaných vlastností množí dělením trsů nebo řízkováním. Ploidie druhu je 2n = 24.

## Význam
Rostlina je obvykle v zahradnictví pěstována jako tzv. „divoce rostoucí trvalka“, která je okrasná svým stříbřitým listem i po odkvětu. V zahradnické architektuře se nejčastěji používá při tvorbě květnatých luk, v bylinných směsích pro osetí svahů nebo pro lemy záhonů na osluněných a suchých místech. Je vhodná též pro osázení suchých zídek, vyšších skalek nebo pro střešní zahrady. Bývá obvyklou rostlinou okrasných částí venkovských zahrad.
Byla vyšlechtěna řada kultivarů různě vysokých a s různě zbarvenými květy, např. růžový 'Atrosanguinea', karmínový plnokvětý 'Gardener's World', bílý 'Alba', bílý s růžovým očkem 'Angel's Blue' nebo s krémově panašovanými listy 'Hutchinston's Cream'.

## Galerie

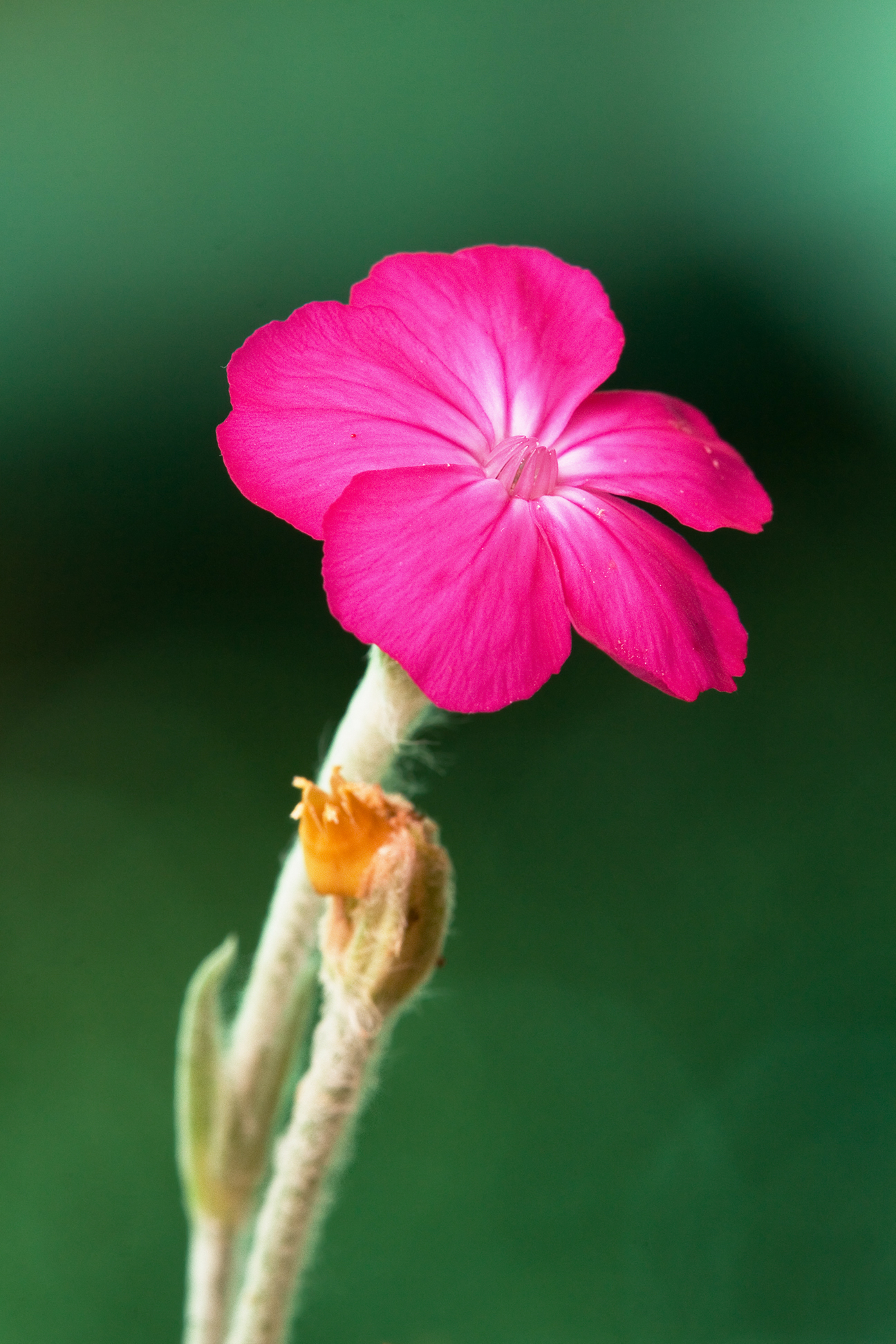
Typický květ
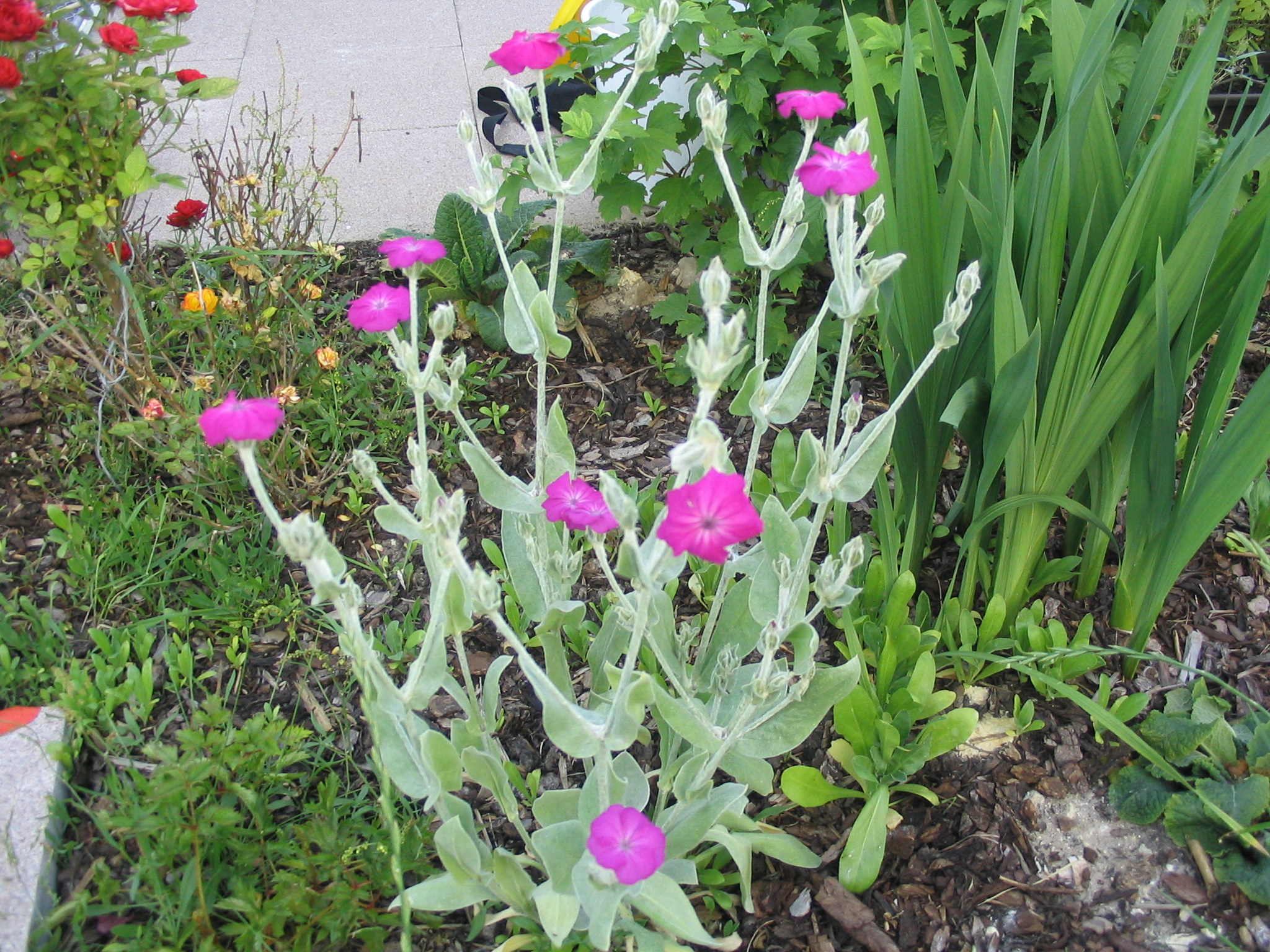
Zákoutí s kohoutkem
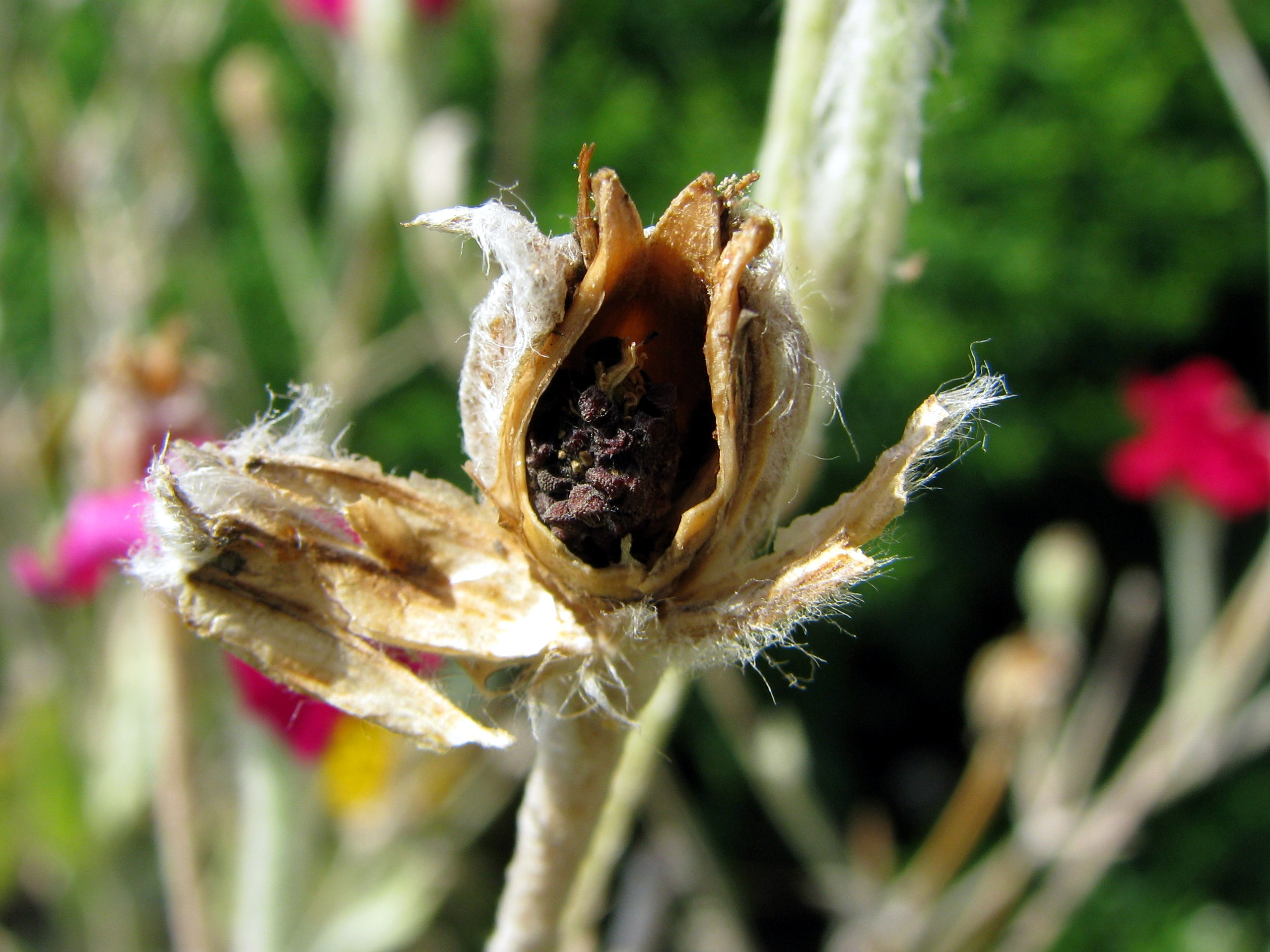
Tobolka se semeny